# Helen Megaw
Pour les articles homonymes, voir Megaw.
Helen Megaw, née le 1er juin 1917 et morte le 26 février 2002, est une cristallographe irlandaise pionnière dans le domaine de la cristallographie aux rayons X.

## Biographie
Helen Megaw étudie à l'Alexandra College de Dublin de 1916 à 1921, puis à la Roedean School, en Angleterre, de 1922 à 1925.
Pour des raisons financières, elle ne peut pas intégrer le Girton College, le collège de jeunes filles de l'époque de l'Université de Cambridge.
Elle passe un an à l'Université Queen's de Belfast pour rejoindre finalement le Girton College où elle passe son bachelor en 1930.
De 1930 à 1934, elle est étudiante chercheuse sous la direction de J. D. Bernal, un scientifique pionnier dans la cristallographie aux rayons X. Son doctorat, qu'elle soutient en 1934, porte sur l'étude de la structure cristalline de la glace et de la glace d'eau lourde. Elle démontre que les atomes d'hydrogène sont impliqués dans la liaison entre deux atomes d'oxygène et conclut qu'il existe deux types de liaison d'hydrogène. Dans la glace, l'hydrogène oscille entre deux positions, dans la glace d'eau lourde en revanche, l'hydrogène est lié spécifiquement à l'un des deux atomes d'oxygène.
C'est en l'honneur de cette découverte qu'une île de l'Antarctique sera nommée Megaw Island en 1962 par le UK Antarctic Place-Names Committee.
En 1934, Hélène passe un an à Vienne sous la direction du professeur Hermann Mark. Elle travaille ensuite brièvement dans le laboratoire Clarendon du professeur Francis Simon à Oxford. Après quelques années comme enseignante, elle est embauchée en 1943 dans l'entreprise Philips à Mitcham. C'est là qu'elle établit la structure cristallographique du titanate de baryum, un isolant électrique utilisé dans les condensateurs céramiques et un matériau piézolectrique utilisé dans les microphones et d'autres types de transducteurs.
Ce matériau qui cristallise dans une structure dite perovskite appartient à la classe des matériaux ferroélectriques découverts en 1935.
A cause de l'importance stratégique militaire de son travail, Helen Megaw ne pouvait publier ses recherches qu'à condition de ne pas mentionner les propriétés de ce matériau.
Elle ne publiera son ouvrage de référence, Ferroelectricity in Crystals, qu'en 1957.
Dans les années 1940, Helen Megaw commence à créer des motifs décoratifs à partir de diagrammes de structures cristallines.
En 1949, elle est contactée par le chef du Council of Industrial Design pour devenir consultante du Festival Pattern Group, un groupe de travail destiné à mettre en valeur les produits artisanaux britanniques pour le Festival of Britain de 1951.
28 manufactures de verre, papier, poterie, textile, coutellerie, utilisèrent alors ses motifs pour créer des produits dérivés de ses diagrammes de structures cristallines, mais aussi de kaolin, d'hémoglobine et d'insuline.
Ces motifs ont également orné la vaisselle et les sièges du restaurant Regatta au Festival of Britain de 1951.
Plusieurs de ces objets sont conservés au Victoria and Albert Museum de Londres.
En 1945, Helen Megaw est engagée au Birkbeck College de Londres, elle travaille ensuite à Cambridge, puis à Girton, où elle devient directrice d'études.
En 1989, Helen Dick Megaw reçoit la Médaille Roebling, la plus haute distinction de la Mineralogical Society of America attribuée pour la publication scientifique de recherches originales exceptionnelles en minéralogie.
En 2010, le nom de Megawite est donné à un minéral en honneur à la cristallographe, pionnière dans la recherche sur le groupe des perovskites.
En 1972, à l'âge de 65 ans, Helen Dick Megaw prend sa retraite et partage son temps entre Cambridge et Ballycastle, dans le comté d'Antrim en Irlande du Nord où elle finit ses jours en 2002, à l'âge de 94 ans.

## Travaux
Elle commence à travailler sur les cristaux de glace. Dans les années 1940 elle s'intéresse à la structure cristalline dite pérovskite du titanate de baryum.

## Récompenses et distinctions
- 1989 : Médaille Roebling de la Mineralogical Society of America[6].
- 2000 : Docteur honoris causa, Université Queen's de Belfast[6].

## Postérité
- Un minéral, le Megawite, porte le nom de la cristallographe, pionnière dans la recherche sur le groupe des perovskites[8].

- Une île de l'Antarctique porte son nom[6].